# Tổ chức kế hoạch hóa gia đình Hoa Kỳ
Tổ chức kế hoạch hóa gia đình Hoa Kỳ (tiếng Anh: Planned Parenthood Federation of America, Inc. (PPFA), hoặc Planned Parenthood,)
là một tổ chức phi lợi nhuận cung cấp dịch vụ sức khỏe sinh sản cả ở Hoa Kỳ và trên toàn cầu. Nó là một công ty được miễn thuế  và là một thành viên của hiệp hội kế hoạch hóa gia đình quốc tế (IPPF). PPFA có nguồn gốc ở Brooklyn, New York, nơi Margaret Sanger mở bệnh viện kiểm soát sinh đẻ đầu tiên tại Hoa Kỳ vào năm 1916. Sanger thành lập liên đoàn kiểm soát sinh đẻ Hoa Kỳ trong năm 1921, và thay đổi tên nó 1942 thành Planned Parenthood.
Planned Parenthood bao gồm 159 chi nhánh y tế và phi y tế, hoạt động tại 650 cơ sở y tế ở Hoa Kỳ  Nó đối tác với các tổ chức ở 12 quốc gia trên toàn cầu. Tổ chức cung cấp trực tiếp một loạt các dịch vụ sức khỏe sinh sản và giáo dục giới tính, góp phần nghiên cứu về công nghệ sinh sản, và thực hiện công tác vận động nhằm vào việc bảo vệ và mở rộng quyền sinh sản.
PPFA là nhà cung cấp lớn nhất các dịch vụ sức khỏe sinh sản, bao gồm cả phá thai, tại Hoa Kỳ  Trong Báo cáo thường niên năm 2014 của họ, PPFA tường thuật chăm sóc hơn 2,5 triệu bệnh nhân trong hơn 4 triệu lượt truy cập lâm sàng và thực hiện tổng cộng gần 9,5 triệu dịch vụ riêng biệt bao gồm 324.000 ca phá thai.. Doanh thu hàng năm kết hợp của nó là 1,3 tỷ $ Mỹ, bao gồm khoảng 530 triệu US $ trong ngân sách chính phủ, như bồi hoàn Medicaid  Trong suốt lịch sử của nó, PPFA và các bệnh viện thành viên trải qua nhiều sự hỗ trợ, tranh cãi, phản đối,  và các cuộc tấn công bằng bạo lực. 